# Ґрем Ґрін
Ґрем Ґрін (англ. Graham Greene, повне ім'я: Генрі Ґрем Ґрін (англ. Henry Graham Greene), 2 жовтня 1904, Беркемстед, Англія — 3 квітня, 1991, Веве, Швейцарія) — англійський письменник і драматург.

## Життя і творчість
Народився у містечку Беркемстед, Гартфордшир (у Східній Англії) і став четвертим з 6 дітей. Згодом його молодший брат Г'ю Ґрін став генеральним директором Бі-Бі-Сі, а околиці рідного містечка письменник зобразив у своїй шпигунській драмі «Людський фактор» (англ. The Human Factor, 1978).
Батько був директором школи, і Ґрін у дитинстві не сприймав його методів. Зокрема це стосувалося наклепництва серед учнів. З цієї причини страждав на депресію. Через постійне глузування інших дітей у школі, вчинив декілька спроб самогубства, зрештою був змушений покинути школу.
У дитинстві дуже захоплювався пригодницькими романами, зокрема Хаггарда та Конрада. Пізніше Ґрін зізнавався, що йому було дуже складно позбутися їхнього впливу на свою твою творчість.
Студіював у оксфордському «Бейліел-коледжі», під час навчання у якому в 1926 році вийшла перша збірка його віршів — «Гомінкий квітень» (англ. Babbling April).
У 1925 познайомився з католичкою Вів'єн Дейрелл-Браунінґ, а наступного року прийняв католицизм. Пара одружилася у 1927 році і релігійною тематикою насичені чимало ранніх творів Ґрема Ґріна. І хоча такі його твори, як «Сила і слава», «Брайтонська гора», «Суть справи» та «Кінець роману» іменують «золотим стандартом» католицького роману, сам Ґрін заперечував, що є «католицьким письменником». Він вважав себе романістом, «який випадково був католиком», і навіть якось назвав себе «католицьким агностиком». Проте близькі до письменника люди розповідали, що у свій час Ґрін був на Месі, яку служив відомий католицький святий італійський стигматик отець Піо. Святий справив на Ґріна велике враження і до кінця життя письменник носив у своєму гаманці його фото. Також на схилі років Ґрем Ґрін знову став сповідатися та причащатися. Його сповідником, а згодом другом став іспанський священник Леопольдо Дюран, який після смерті Ґріна написав книгу «Ґрем Ґрін: друг і брат» (англ. Graham Greene: Friend and Brother).

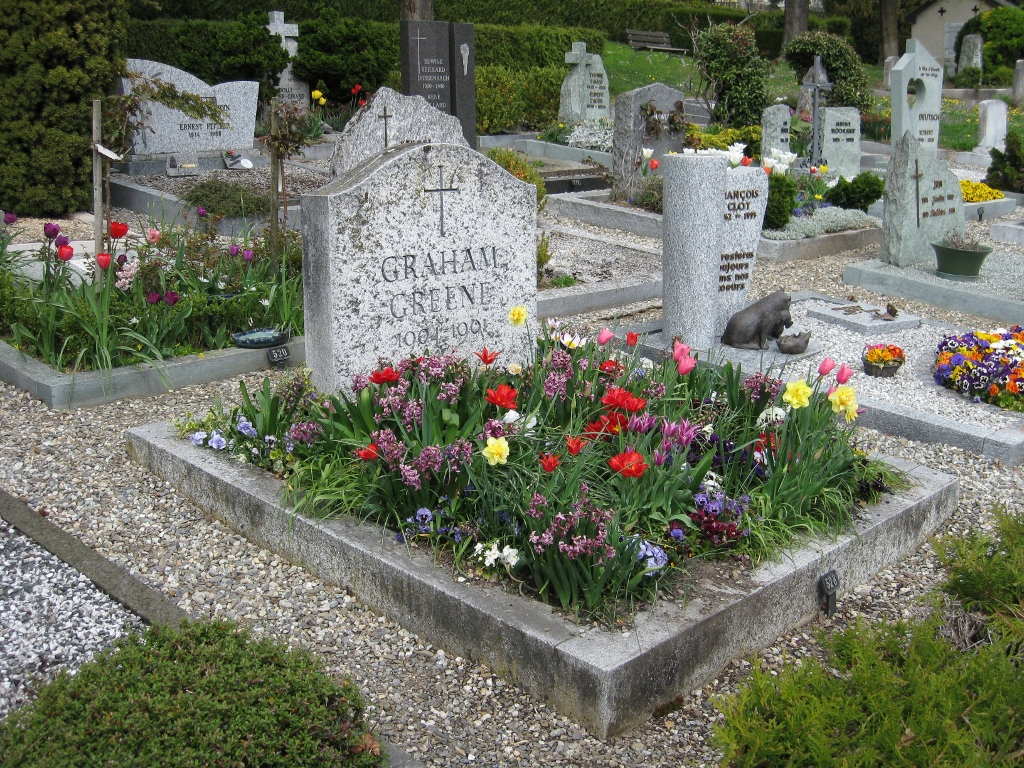
Могила Ґрема Ґріна у Швейцарії, фото 2009 року

Відомим автор став завдяки своєму першому роману — «Людина зсередини» (англ. The Man Within, 1929). До того він зумів влаштуватися на роботу у лондонській газеті «Таймс», але успіх роману дозволив йому зосередитись лише на письменницькій діяльності.
Ґрін багато подорожував (Ліберія, Сьєрра-Леоне, Мексика, В'єтнам, Гаїті, СРСР тощо) та співпрацював із британською розвідкою під час Другої світової війни — його пізні твори (серед яких шпигунські історії та дорожні щоденники) описують життя у країнах, які на власні очі бачив автор. Найвідомішими романами англійця стали «Тихий американець» (1955, події розгортаються у В'єтнамі) і «Наш резидент у Гавані» (1958).
Помер у швейцарському місті Веве 3 квітня 1991.

## Особливості творчості
Багато критиків сходяться на думці: Ґрем Ґрін саме той письменник, «хто однаково подобається як звичайним читачам, так і інтелектуалам». Відомо, що сам він ділив свої твори на «серйозні» і «розважальні», але відмінності між ними навряд чи істотні. Адже в більшості романів Ґріна є динамічний сюжет, заплутана інтрига в поєднанні з політичними концепціями, що виростають із роздумів про життя.
За своє довге життя Ґрін не раз міняв суспільно-політичні погляди, то виступаючи з різкою критикою західної цивілізації, то висуваючи ідею «третього світу», зміцнити який може лише якийсь синтез комунізму і католицизму. Але непримиренність художника до всіх видів насильства і сваволі — чи це диктаторські, колоніальні режими, прояви фашизму, расизму або релігійної нетерпимості — залишалася непохитною. Письменник зажив слави своєрідного «політичного сейсмографа», що реагує на поштовхи і вибухи історії, близько до серця бере всі «больові місця» планети.

## Ґрем Ґрін і СРСР
Письменник з таким контроверсійним світоглядом, але послідовним відстоюванням ідеалів гуманізму і справедливості в цілому позитивно сприймався радянською критикою, був популярним у цій країні.
Ґрем Ґрін тричі відвідував СРСР — у 1957, 1960 і 1987 роках. Письменника достатньо часто перекладали і видавали в Радянському Союзі, в першу чергу російською. Окремі твори автора українською переклали І. Коваленко, П. Шарандак, Т. Шевеля та інші.

## Головні твори

### Романи
- 1929 — Людина зсередини (The Man Within)
- 1932 — Стамбульський експрес (Stamboul Train)
- 1935 — Мене створила Англія (England Made Me)
- 1936 — Найманий вбивця (A Gun for Sale)
- 1938 — Брайтонський льодяник (Brighton Rock)
- 1939 — Таємний агент (The Confidential Agent)
- 1940 — Сила і слава (The Power and the Glory)
- 1943 — Відомство страху (The Ministry of Fear)
- 1948 — Суть справи (The Heart of the Matter)
- 1951 — Кінець роману (The End of the Affair)
- 1955 — Тихий американець [Архівовано 25 квітня 2015 у Wayback Machine.] (The Quiet American)
- 1955 — Невдаха забирає все (Loser Takes All)
- 1955 — Наш резидент у Гавані [Архівовано 25 квітня 2015 у Wayback Machine.] (Our Man in Havana)
- 1966 — Комедіанти (The Comedians)
- 1969 — Подорожі з тіткою (Travels with My Aunt)
- 1973 — Почесний консул (The Honorary Consul)
- 1978 — Людський фактор (The Human Factor)
- 1982 — Монсеньйор Кіхот [Архівовано 13 квітня 2015 у Wayback Machine.] (Monsignor Quixote)
- 1980 — Доктор Фішер з Женеви, або Вечеря з бомбою (Doctor Fischer of Geneva or The Bomb Party)
- 1985 — Десятий (The Tenth Man)
- 1988 — Капітан і ворог (The Captain and the Enemy)

### Дорожні щоденники
- 1936 — Подорож без карт (Journey Without Maps)
- 1939 — Дороги беззаконня (The Lawless Roads)

### Автобіографії
- 1971 — Таке життя (A Sort of Life)

### Вибрана бібліографія видань Гріна українською мовою
- Хто третій? / Пер. з англ. — К., 1960
- Комедіанти / Пер. з англ. — К., 1969
- Грехем Грін "Тихий американець" / на обкладинці/, в книзі є ще "Наш резидент у Гавані" (173-350 с.), післямова Шахової Кіри "Грехем Грін" (351-364 с.), реклама вид-ва "Дніпро" (367-368 с.): — Київ, "Дніпро", 1971, 368 с., тираж 100000 екз., тверд. палітур., форм. А5.
- Тихий американець. Наш резидент у Гавані: Романи / Пер. з англ. — Харків: Вища школа. Видавництво при ХДУ, 1984. — 352 с.
- Десятий // «Всесвіт» ч. 8 за 1986 рік
- Капітан і ворог : Роман / пер. з англ. Володимир Митрофанов // Всесвіт. — 1990. — № 4. — С. 2–77.
- Монсеньйор Кіхот : Роман / пер. з англ. Володимир Митрофанов // Всесвіт. — 1993. — № 9/10. — С. 3–101.
- Втратити — і все забути : Повість / пер. з англ. Павло Насада // Всесвіт. — 1995. — № 5-6. — С. 95–140.
- Останнє слово: Оповідання // «Всесвіт» ч. 8-9 за 1997 рік, с. 58-66
- Кінець роману. — Харків: КСД, 2017, 224 стор. ISBN 978-617-12-3920-3. Переклав Олег Король
- Третій чоловік: Повість // пер. з англ. Ігор Павленко // Всесвіт, ч. 3-4 за 2017, с. 73 - 124
- Сила і слава: Роман / пер. Марини Білоноги. — Свічадо, 2023. — 318 с.

## Фільмографія
- 1934 — Orient Express [Архівовано 20 лютого 2008 у Wayback Machine.], реж. Пол Мартін (Paul Martin)
- 1937 — The Future's in the Air [Архівовано 10 квітня 2006 у Wayback Machine.], реж. Александр Шоу (Alexander Shaw)
- 1937 — The Green Cockatoo [Архівовано 14 квітня 2006 у Wayback Machine.], реж. Вільмя Камерон Мензіс (William Cameron Menzies)
- 1940 — 21 Days [Архівовано 15 лютого 2009 у Wayback Machine.], реж. Бейзіл Дін (Basil Dean)
- 1942 — This Gun for Hire [Архівовано 30 грудня 2008 у Wayback Machine.], реж. Френк Татл (Frank Tuttle)
- 1942 — Went the Day Well? [Архівовано 27 грудня 2008 у Wayback Machine.], реж. Альберто Кавальканті (Alberto Cavalcanti)
- 1944 — Ministry of Fear [Архівовано 11 січня 2009 у Wayback Machine.], реж. Фріц Ланґ (Fritz Lang)
- 1945 — Confidential Agent [Архівовано 4 лютого 2009 у Wayback Machine.], реж. Герман Шамлін (Herman Shumlin)
- 1947 — The Man Within [Архівовано 2 липня 2007 у Wayback Machine.], реж. Бернард Ноулз (Bernard Knowles)
- 1947 — The Fugitive [Архівовано 20 січня 2009 у Wayback Machine.], реж. Джон Форд (John Ford)
- 1947 — Brighton Rock [Архівовано 11 січня 2009 у Wayback Machine.], реж. Джон Боултінг (John Boulting)
- 1948 — The Fallen Idol [Архівовано 29 грудня 2008 у Wayback Machine.], реж. Керол Рід (Carol Reed)
- 1949 — Третя людина, режисер Керол Рід
- 1952 — The Heart of the Matter [Архівовано 11 січня 2009 у Wayback Machine.], реж. Джордж Мор О'Феррол (George More O'Ferrall)
- 1954 — The Stranger's Hand  [Архівовано 9 травня 2006 у Wayback Machine.], реж. Маріо Солдаті (Mario Soldati)
- 1955 — The End of the Affair [Архівовано 27 грудня 2008 у Wayback Machine.], реж. Едвард Дмитрик (Edward Dmytryk)
- 1956 — Loser Takes All [Архівовано 12 жовтня 2010 у Wayback Machine.], реж. Кен Аннакін (Ken Annakin)
- 1957 — Saint Joan [Архівовано 21 серпня 2008 у Wayback Machine.], реж. Отто Премінгер (Otto Preminger)
- 1957 — Across the Bridge [Архівовано 23 січня 2009 у Wayback Machine.], реж. Кен Аннакін (Ken Annakin)
- 1957 — Short Cut to Hell [Архівовано 14 травня 2008 у Wayback Machine.], реж. Джеймс Каґні (James Cagney)
- 1958 — The Quiet American [Архівовано 30 грудня 2008 у Wayback Machine.], реж. Джозеф Манкевич (Joseph L. Mankiewicz)
- 1959 — Our Man in Havana [Архівовано 23 грудня 2008 у Wayback Machine.], реж. Керол Рід (Carol Reed)
- 1961 — Günes dogmasin [Архівовано 23 жовтня 2007 у Wayback Machine.], реж. Галіт Рефіґ (Halit Refig), Мемдух Ун (Memduh Ün)
- 1961 — The Power and the Glory [Архівовано 1 червня 2009 у Wayback Machine.], реж. Марк Деніелс (Marc Daniels)
- 1967 — The Comedians [Архівовано 27 грудня 2008 у Wayback Machine.], реж. Пітер Ґленвіль (Peter Glenville)
- 1972 — Yarali kurt' [Архівовано 12 квітня 2006 у Wayback Machine.], реж. Люфті Акад (Lutfi Akad)
- 1979 — The Human Factor  [Архівовано 18 січня 2009 у Wayback Machine.], реж. Отто Премінгер (Otto Preminger)
- 1982 — A Shocking Accident [Архівовано 26 серпня 2009 у Wayback Machine.], реж. Джеймс Скотт (James Scott)
- 1983 — The Heart of the Matter [Архівовано 1 лютого 2010 у Wayback Machine.], реж. Марко Лето (Marco Leto)
- 1983 — The Honorary Consul [Архівовано 19 грудня 2008 у Wayback Machine.], реж. Джон Маккензі (John Mackenzie)
- 1985 — Dr. Fischer of Geneva [Архівовано 25 жовтня 2009 у Wayback Machine.], реж. Майкл Ліндсей-Хоґґ (Michael Lindsay-Hogg)
- 1986 — May We Borrow Your Husband? [Архівовано 24 жовтня 2010 у Wayback Machine.], реж. Боб Махогані (Bob Mahoney)
- 1988 — The Tenth Man [Архівовано 13 жовтня 2008 у Wayback Machine.], реж. Джек Гоулд (Jack Gold)
- 1990 — Strike It Rich [Архівовано 27 грудня 2008 у Wayback Machine.], реж. Джеймс Скотт (James Scott)
- 1991 — This Gun for Hire [Архівовано 21 серпня 2008 у Wayback Machine.], реж. Лу Антоніо (Lou Antonio)
- 1999 — The End of the Affair [Архівовано 20 грудня 2008 у Wayback Machine.], реж. Ніл Джордан (Neil Jordan)
- 2001 — Double Take [Архівовано 28 грудня 2008 у Wayback Machine.], реж. Джордж Ґалло (George Gallo)
- 2002 — The Quiet American [Архівовано 20 грудня 2008 у Wayback Machine.], реж. Філіп Нойс (Phillip Noyce)
- 2006 — The End of the Party [Архівовано 25 лютого 2010 у Wayback Machine.], реж. Себастьян Ґодвін (Sebastian Godwin)